# Tamásdi üveggyár (település)
Tamásdi üveggyár (románul Colonia Fabricii) falu Romániában, Temes megyében. Közigazgatásilag Tomest községhez tartozik.

## Fekvése
Temes megye keleti felén helyezkedik el a Ruszka-havasban, a Nagy-Béga felső szakaszán. A falun a DJ 684-es megyei út halad át.

## Története
A falu lakosai az 1820-as évek elején alapított tamásdi üveggyár munkásai voltak. Egészen az 1950-es évekig Tomesthez tartozott, az 1956-os népszámláláskor már külön falunak jegyezték. 2001. április 6-án a Béga elárasztotta a falut, két napra elvágta a külvilágtól, és nagy anyagi károkat okozott. Az árvíz következtében két lakos meghalt, és három lakóház rombadőlt.

## Népessége
1956-ban 410, 1966-ban 888, 1977-ben 1066, 1992-ben 1133, 2002-ben 745 lakosa volt, többnyire románok. 2011-ben a falu 753 lakosából 706 román, 15 magyar, 8 német, 1-2 ukrán volt, 23-an nem nyilatkoztak. 2011-ben felekezeti megoszlás szerint 650 ortodox, 45 katolikus, 26 pünkösdista, 15 református, 6 baptista lakott a faluban. A településen római katolikus és ortodox templom, valamint pünkösdista imaház található.